# Араканга
Араканга або ара червоний (Ara macao) — великий птах родини папугових.

## Опис
Тіло завдовжки 78-90 см, крила — 28-40 см, хвіст — 50-62 см. Голова, верх крил, шия, верх спинки, грудки й живіт яскраво-червоні, надхвістя й низ крил яскраво-блакитні, поперек крил проходить жовта смуга. Голі щоки світлі з рядами білих пір'їнок. Наддзьобок білий з коричнево-чорною плямою в основі дзьоба й чорним кінчиком, піддзьобок бурувато-чорний. Райдужка жовта. У самки дзьоб менший й ширший в основі, а верхня його половина має крутіший вигин.

## Поширення
Живе від Мексики до Еквадору, Болівії й річки Амазонки.

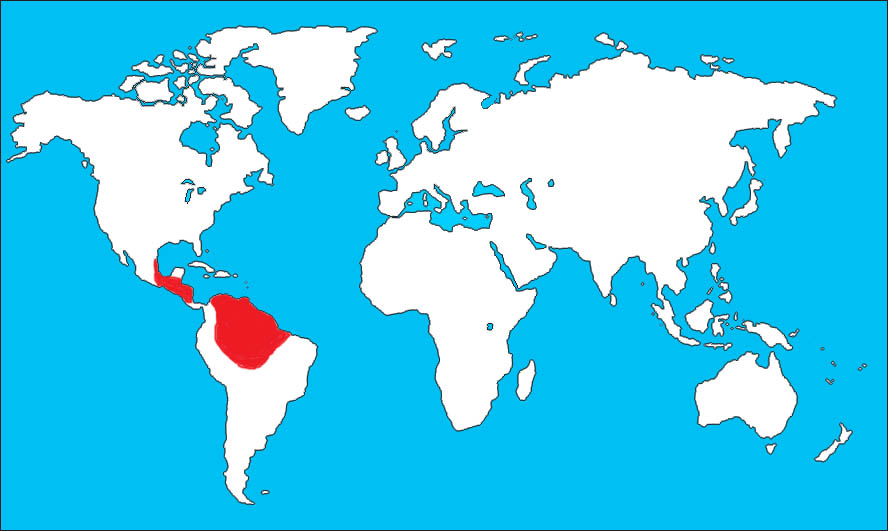
Карта ареалу

## Спосіб життя
Населяють тропічні ліси. Воліють триматися в кронах високих дерев. Живляться переважно рослинною їжею: плодами, горіхами тощо. У період дозрівання сільськогосподарських культур літають годуватися на поля й плантації, чим завдають відчутної шкоди врожаю.

## Розмноження

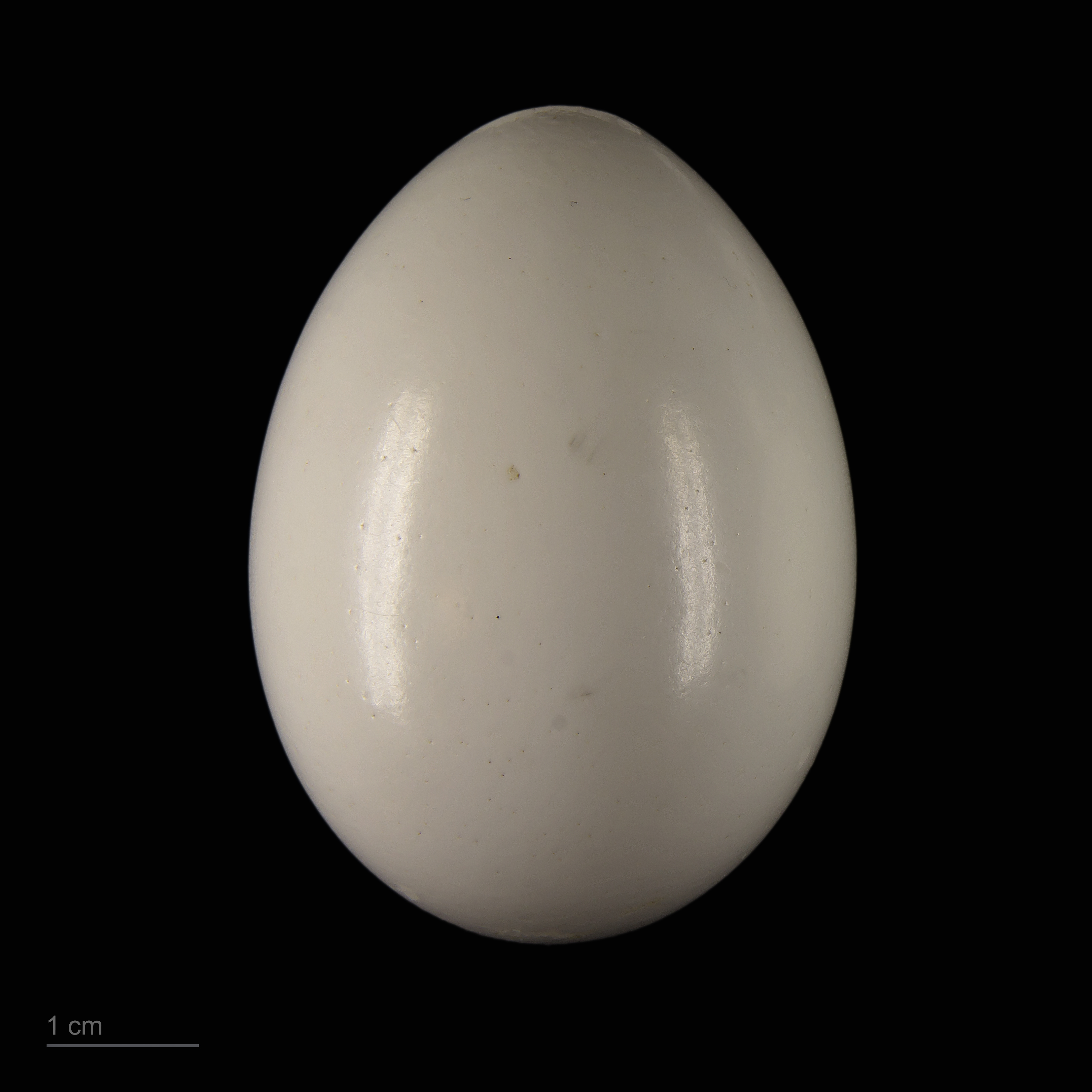
Яйце Ara macao — Тулузький музей

Дуже прив'язані до дупла, де гніздяться, використовують його в сезони розмноження багато років поспіль. Шлюбний період починається звичайно у квітні-травні. Взаємини птахів у цей час досить цікаві. Сидячи поруч на гілці, розвернувшись хвостами в протилежні боки, папуги ніжно перебирають один одному пір'я на голові, шиї, хвості, під хвостом, а всі дії вони супроводжують неголосними звуками, що схожі на булькання. Потім самець починає пританцьовувати, погойдувати головою, закидати її назад та кивати.
У кладці 2-3 яйця завдовжки до 50 мм, завширшки — 35 мм. Насиджування триває 24-26 днів. Пташенята вилуплюються сліпими й голими, у перші дні їх годує в основному самка. Вона ж і зігріває потомство. Оперятися починають на другому місяці життя, а через 10 тижнів повністю закінчується ріст пір'я. У віці 100 днів пташенята залишають гніздо.

## Людина й червоний ара
На них здавна полювали індіанці. М'ясо використовувалось у їжу, а пір'я — для прикрашання стріл та прикрас. М'ясо цих папуг гарного смаку, прирівнюється до яловичини. Гніздо цих птахів вважалось багатством і передавалося в спадщину від батька до сина, тому що довге та яскраве пір'я ара дуже цінувалося в ритуальних убраннях.

## Утримання
Перші екземпляри виду потрапили в Європу ще в середині XVI століття. Здатний до дресування, може навчитись говорити до 100 і більше слів. Однак належить до рідкісних видів папуг, що утримуються в домашніх умовах. Такого великого птаха важко утримувати вдома. Живуть 60-80 років.

## Галерея

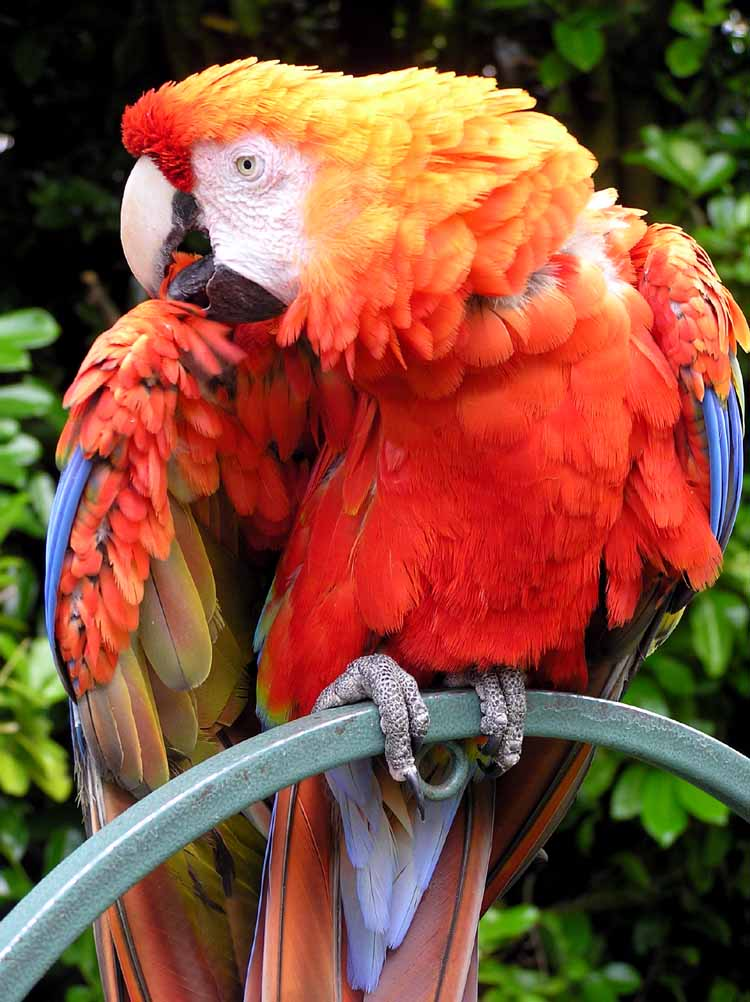
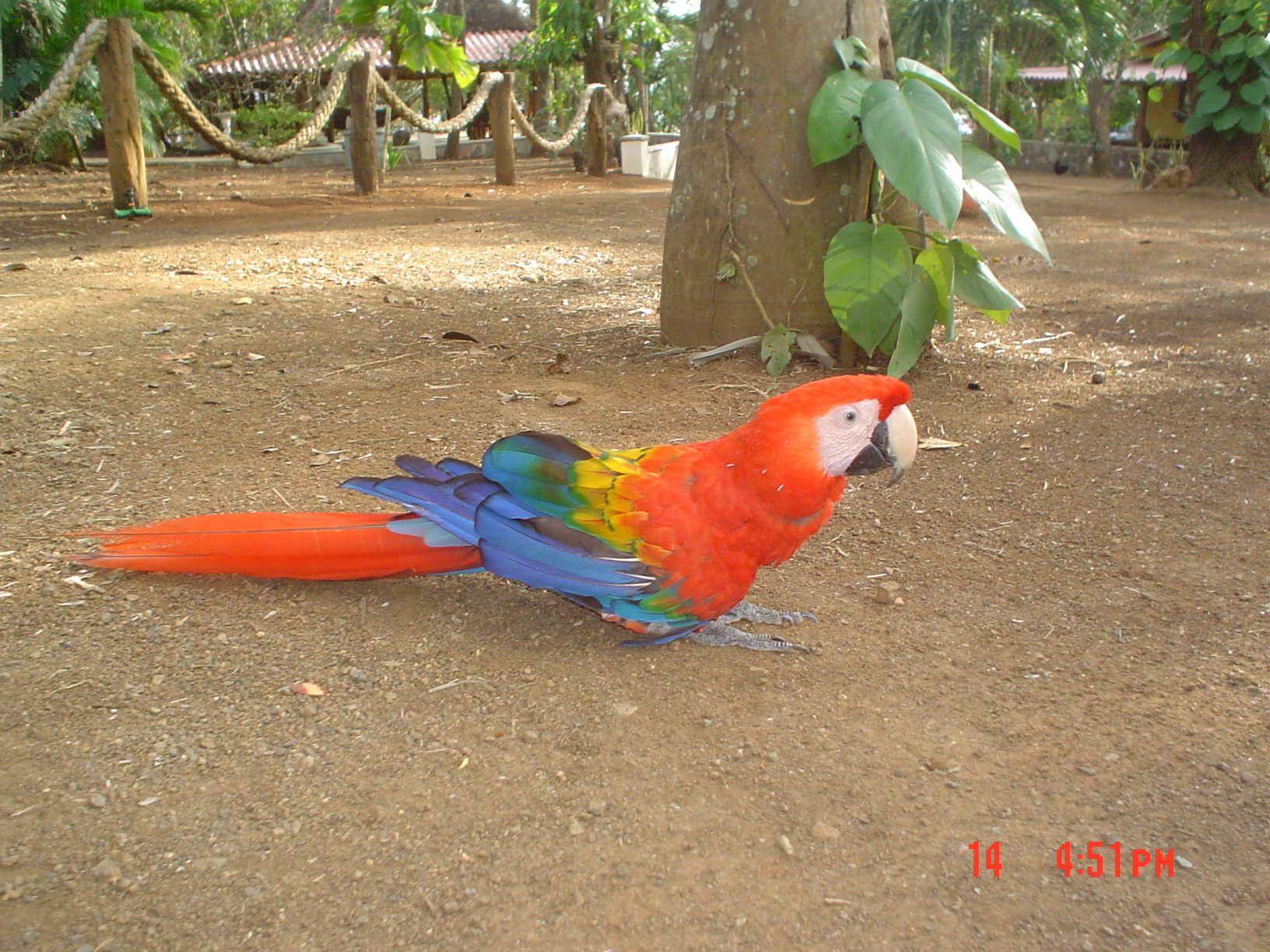
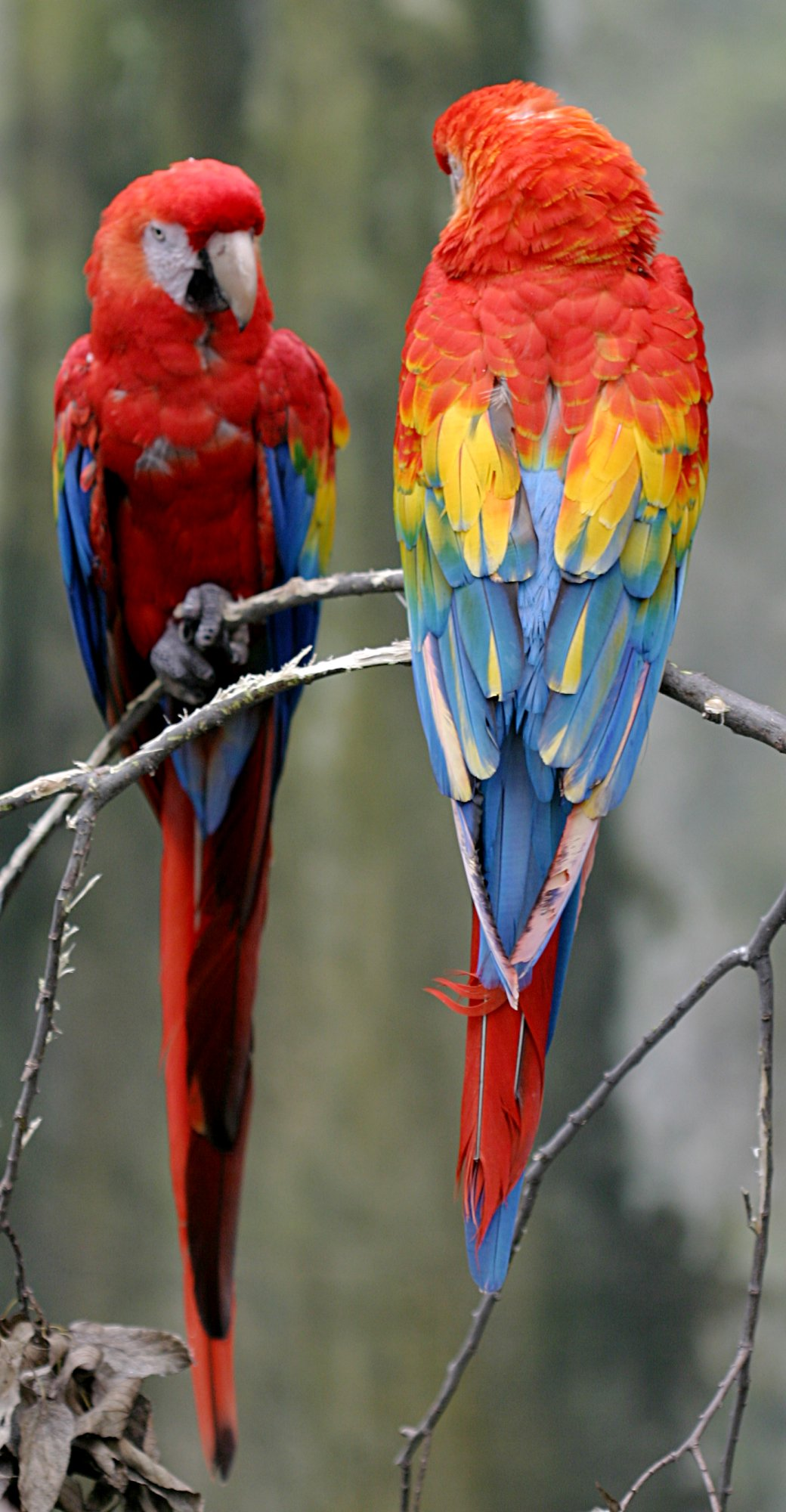
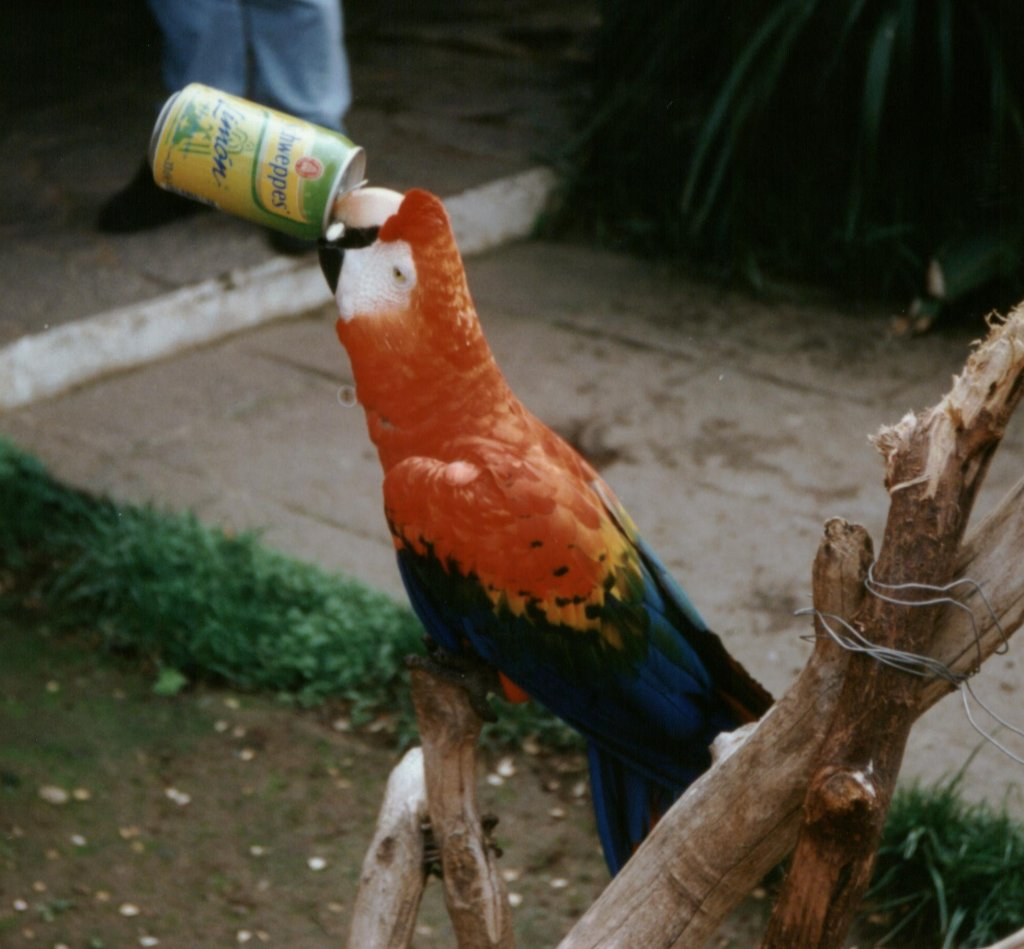